# وسر إف رع
وسر إف رع أو وسرف رع هو ابن الملك أوسر كاف، مؤسس الأسرة الخامسة في الدولة القديمة في مصر.

## سيرة شخصية
توضح النقوش الهيروغليفية على الباب الوهمي لألقاب الأمير وسر إف رع، ومنها:«الأمير الوراثي»، «حاكم بوتو ونخبت»، «الكاتب الملكي»، «الوزير»، «القاضي»، و«الكاهن المرتل».

## مقبرة الأمير وسر إف رع
أعلن عن اكتشاف مقبرته في يوم 18 إبريل 2025 في منطقة سقارة الأثرية على يد بعثة أثرية مصرية مشتركة بين المجلس الأعلى للآثار ومؤسسة الدكتور زاهي حواس للآثار والتراث. أعرب شريف فتحي، وزير السياحة والآثار، عن سعادته بهذا الاكتشاف واعتبره «معلمًا بارزًا في الكشف عن طبقات جديدة من تاريخ مصر».

### الباب الوهمي
عُثر في المقبرة على باب وهمي ضخم من الجرانيت الوردي بارتفاع 4.5 أمتار وعرض 1.15 متر، وهو الأول من نوعه في حجمه ومادته.

### الواجهة الشرقية
تضم الواجهة الشرقية مدخلًا ثانويًا من الجرانيت الوردي عليه اسم الأمير وخرطوش الملك نفر إر كارع.

### التماثيل والتحف
- اكتشف 13 تمثالًا من الجرانيت الوردي موضوعة على مقاعد عالية، يُعتقد أنها تمثل زوجات الأمير.[2]
- عُثر على تمثالين فاقدي الرأس وتمثال من الجرانيت الأسود مقلوب على وجهه بارتفاع 1.35 متر.[6]
- وُجدت مائدة قرابين من الجرانيت الأحمر بقطر 92.5 سم تحمل نقوشًا لقوائم القرابين.[4]
- اكتُشف داخل حجرات المقبرة تمثال ضخم من الجرانيت الأسود بارتفاع 1.17 متر يعود لعصر الأسرة السادس والعشرين، مما يشير إلى إعادة استخدام المقبرة.[2]
- كشفت البعثة عن تماثيل للملك زوسر وزوجته وبناته العشر، نُقلت من بجوار هرم زوسر المدرج خلال العصور المتأخرة.[2]

## الأهمية الأثرية
يمثل هذا الكشف إضافة مهمة لفهم طقوس الدفن والتراتبية الاجتماعية في الأسرة الخامسة، كما يسلط الضوء على ظاهرة إعادة استخدام المقابر في العصور المتأخرة.

## روابط خارجية
- تقرير HeritageDaily بالإنجليزية
- تقرير Ahram Online بالإنجليزية
- تقرير Egyptian Streets بالإنجليزية
- تقرير Archaeology Magazine بالإنجليزية
- تقرير Youm7 بالعربية